# Sala da pranzo

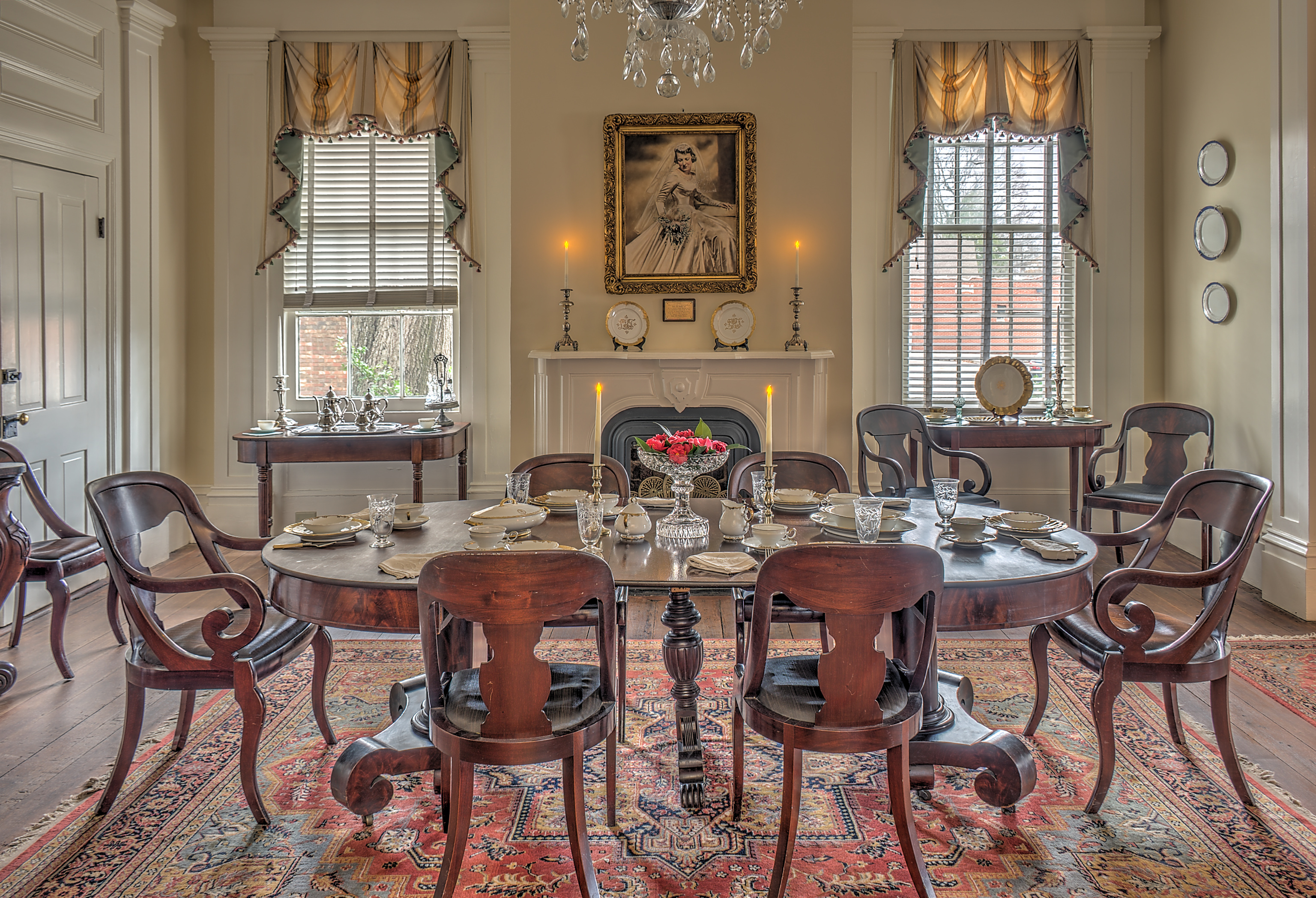
Una sala da pranzo in stile coloniale americano

La sala da pranzo designa uno spazio o un luogo in cui le persone si riuniscono generalmente per mangiare attorno a un tavolo. I tre pasti principali della giornata, la colazione, il pranzo e la cena, in genere sono serviti nella sala da pranzo. Talvolta, in sala da pranzo è possibile mangiare la merenda o uno spuntino. In una casa, edificio, azienda, hotel, ufficio o scuola ci possono essere una o più sale da pranzo.
La sala da pranzo è un'estensione della cucina e solitamente si trova vicino ad essa, al fine di servire facilmente gli ospiti, portando senza difficoltà gli elementi necessari per l'assunzione di cibo: piatti, posate, tovaglie, padelle con cibo, barattoli, tovaglioli, ecc. 
Per questioni di gestione dello spazio in un'abitazione, talvolta la cucina e la sala da pranzo sono in un unico luogo.

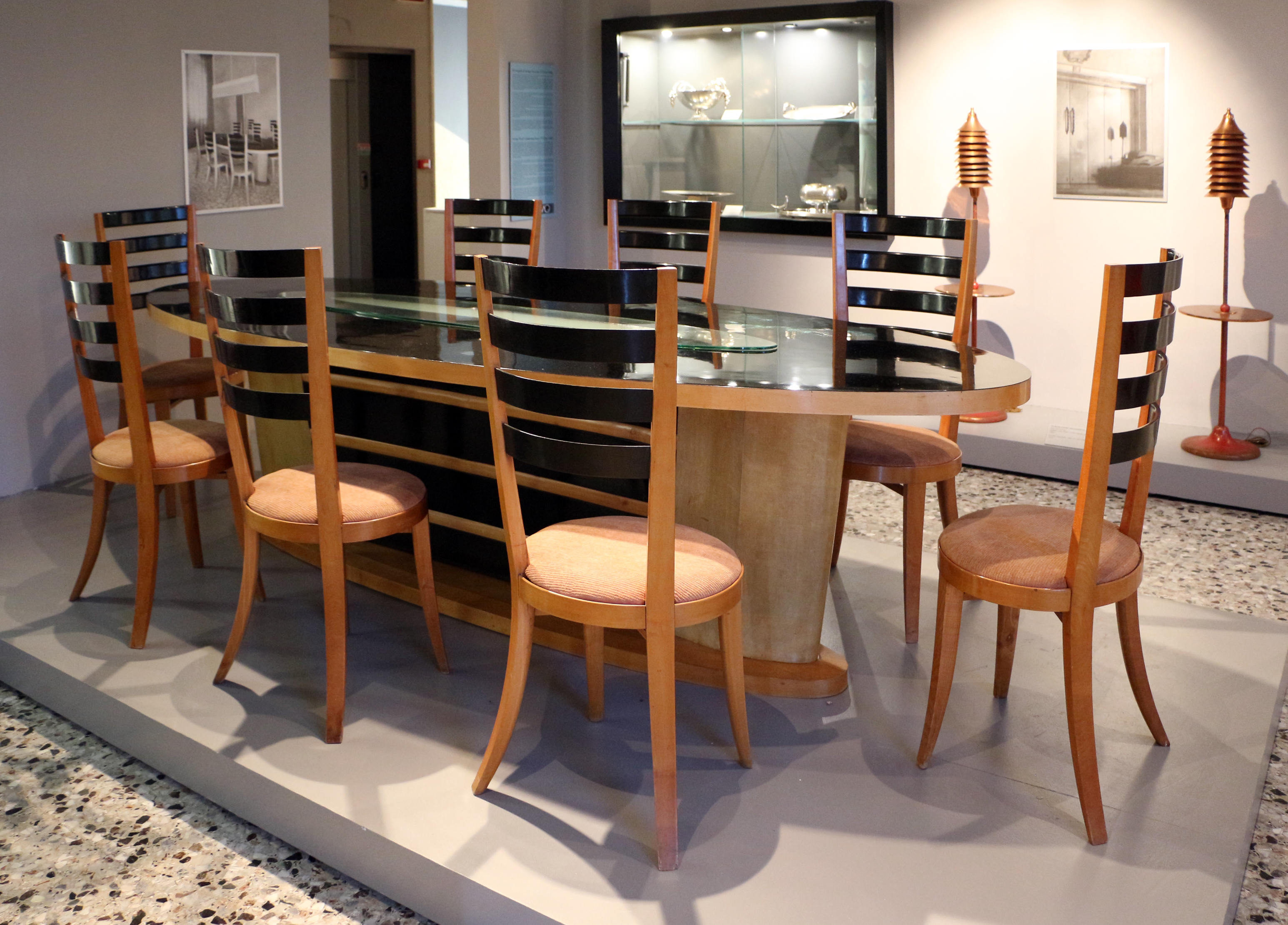
Sala da pranzo presso la Villa Bedarida a Livorno, 1937

## Storia
Verso l'inizio del XVIII secolo emerse un modello in cui le signore di casa si ritiravano dopo cena dalla sala da pranzo al salotto. I signori sarebbero rimasti nella sala da pranzo a bere qualcosa. Di conseguenza, la sala da pranzo tendeva ad assumere un tenore più maschile.
Negli anni '30 e '40, le sale da pranzo continuarono a essere separate dalle cucine anche se le stanze della servitù divennero meno comuni nelle case della classe media. Negli anni '50 e '60, le aree pranzo e cucina furono unificate e i soggiorni furono fusi con le cucine-sala da pranzo.
Durante la pandemia di COVID-19, le sale da pranzo ancora esistenti venivano utilizzate come uffici domestici o aule ed erano preziose per il loro isolamento.

## Caratteristiche
La sala da pranzo non è solo uno spazio, ma ha anche un arredamento che lo compone come un tavolo e alcune sedie. Altri mobili complementari della sala da pranzo sono i mobili con cassetti, porte o scomparti dove solitamente sono conservati tovaglie, stoviglie, posate, ecc., e una vetrina in cui sono visibili oggetti decorativi come vasi o piatti. Il resto dello spazio della sala da pranzo può essere decorato con dipinti, tende, tappeti, luci, piante, divani, poltrone, televisione ecc.
Il materiale con cui vengono realizzati i mobili per una sala da pranzo è vario e dipende anche dal tipo di luogo: hotel, scuola, ufficio, ecc.: legno, plastica, poliuretano, metallo, viminie, rattan. Questi materiali ti permettono di metterli all'aperto o in un luogo chiuso. La decorazione dei mobili e il colore dipende dal luogo, dal gusto e dallo scopo della sala da pranzo. In una casa, la sala da pranzo è lo spazio per l'incontro e il ricongiungimento familiare che consente la convivenza quotidiana o festiva.
La sala da pranzo di una casa può essere grande o piccola, e avere un arredamento di lusso che si combina con il resto della decorazione della casa, o modesto, semplice, minimalista, tradizionale, rustico o quasi qualsiasi materiale. In un ufficio, in una azienda o in una scuola, la sala da pranzo è il luogo in cui si incontrano le persone che lavorano o studiano. In generale, nella sala da pranzo in questo caso la gente ha accesso a un forno a microonde dove possono riscaldare il cibo fatto in casa, oppure possono servirsi con cibo fatto o vari alimenti.